# Maguireothamnus speciosus
Maguireothamnus speciosus är en måreväxtart som först beskrevs av Nicholas Edward Brown, och fick sitt nu gällande namn av Julian Alfred Steyermark. Maguireothamnus speciosus ingår i släktet Maguireothamnus och familjen måreväxter.

## Underarter
Arten delas in i följande underarter:
- M. s. jauaensis
- M. s. speciosus